# جائحة فيروس كورونا في فنزويلا

تخطيط للتوضيح

يعد وباء كوفيد-19 في فنزويلا جزءًا من الوباء العالمي المسمى بمرض فيروس كورونا (كوفيد-19) الناجم عن فيروس كورونا المرتبط بالمتلازمة التنفسية الحادة الشديدة النوع 2 (سارس-كوف-2). أُكدت الحالتان الأوليتان في فنزويلا في 13 مارس 2020. أُبلغ عن الوفاة الأولى في 26 مارس. لكن، يعود تاريخ تسجيل أول مريض ادعى أنه يعاني من أعراض مرض فيروس كورونا إلى 29 فبراير 2020، ويشك المسؤولون الحكوميون أن أول شخص يحمل الفيروس يُحتمل أنه دخل البلاد في وقت أبكر أي نحو 25 فبراير.
تُعتبر فنزويلا على وجه الخصوص معرضة للتأثر الشديد بالوباء بسبب أزمتها الاقتصادية الاجتماعية والسياسية الحالية التي تسبب نقصًا كبيرًا في المواد الغذائية الأساسية والاحتياجات الأساسية، بما في ذلك الإمدادات الطبية. تسببت الهجرة الجماعية للأطباء الفنزويليين أيضًا في نقص مزمن في كوادر المستشفيات.
لمنع انتشار المرض في فنزويلا، أغلقت حكومتا البرازيل وكولومبيا حدودهما مع فنزويلا مؤقتًا.

## خلفية
في كانون الثاني، أعلنت وزارة الطاقة الشعبية الفنزويلية أن مؤسسة رافائيل رانغيل الوطنية للصحة (بالإسبانية: Instituto Nacional de Higiene Rafael Rangel) في كاراكاس ستعمل كمركز رصد للفيروسات التنفسية غير الإنفلونزا، بما في ذلك فيروس كورونا لدى البشر. تعد المؤسسة الصحية الوحيدة في البلاد القادرة على تشخيص فيروسات الجهاز التنفسي والعمل لوجستيكيًا على امتداد الولايات الـ 23 ومنطقة العاصمة والتبعيات الفيدرالية لفنزويلا.
في فبراير، أعلنت الحكومة الفنزويلية أن البلاد فرضت قيودًا ومراقبة وبائية ووضعت خطة للكشف عن الأفراد المصابين بكوفيد-19 في مطار سيمون بوليفار الدولي في مايكويتيا، وهو المطار الدولي الرئيسي في فنزويلا. قالوا إن فنزويلا ستتلقى معدات تشخيصية لسلالة الفيروس من منظمة الصحة للبلدان الأمريكية (باهو).

## الخط الزمني
| التاريخ | التاريخ    |  | # الحالات      | # الوفيات   |
| --- | ---------- |  | -------------- | ----------- |
| 2020-03-13 | 2020-03-13 |  | 2(غ.م.)        |             |
| 2020-03-14 | 2020-03-14 |  | 10(+400%)      |             |
| 2020-03-15 | 2020-03-15 |  | 17(+70%)       |             |
| 2020-03-16 | 2020-03-16 |  | 33(+94%)       |             |
| 2020-03-17 | 2020-03-17 |  | 36(+9٫1%)      |             |
| 2020-03-18 | 2020-03-18 |  | 36(=)          |             |
| 2020-03-19 | 2020-03-19 |  | 42(+17%)       |             |
| 2020-03-20 |            |  |                |             |
| 2020-03-21 | 2020-03-21 |  | 70(غ.م.)       |             |
| 2020-03-22 | 2020-03-22 |  | 77(+10%)       |             |
| 2020-03-23 | 2020-03-23 |  | 84(+9٫1%)      |             |
| 2020-03-24 | 2020-03-24 |  | 91(+8٫3%)      |             |
| 2020-03-25 | 2020-03-25 |  | 106(+16%)      |             |
| 2020-03-26 | 2020-03-26 |  | 107(+0٫94%)    | 1(غ.م.)     |
| 2020-03-27 | 2020-03-27 |  | 113(+5٫6%)     | 2(+100%)    |
| 2020-03-28 | 2020-03-28 |  | 119(+5٫3%)     | 2(=)        |
| 2020-03-29 | 2020-03-29 |  | 129(+8٫4%)     | 3(+50%)     |
| 2020-03-30 | 2020-03-30 |  | 135(+4٫7%)     | 3(=)        |
| 2020-03-31 | 2020-03-31 |  | 143(+5٫9%)     | 3(=)        |
| 2020-04-01 | 2020-04-01 |  | 144(+0٫7%)     | 3(=)        |
| 2020-04-02 | 2020-04-02 |  | 146(+1٫4%)     | 5(+67%)     |
| 2020-04-03 | 2020-04-03 |  | 153(+4٫8%)     | 7(+40%)     |
| 2020-04-04 | 2020-04-04 |  | 155(+1٫3%)     | 7(=)        |
| 2020-04-05 | 2020-04-05 |  | 159(+2٫6%)     | 7(=)        |
| 2020-04-06 | 2020-04-06 |  | 165(+3٫8%)     | 7(=)        |
| 2020-04-07 | 2020-04-07 |  | 166(+0٫61%)    | 7(=)        |
| 2020-04-08 | 2020-04-08 |  | 167(+0٫6%)     | 9(+29%)     |
| 2020-04-09 | 2020-04-09 |  | 171(+2٫4%)     | 9(=)        |
| 2020-04-10 | 2020-04-10 |  | 175(+2٫3%)     | 9(=)        |
| 2020-04-11 | 2020-04-11 |  | 175(=)         | 9(=)        |
| 2020-04-12 | 2020-04-12 |  | 181(+3٫4%)     | 9(=)        |
| 2020-04-13 | 2020-04-13 |  | 189(+4٫4%)     | 9(=)        |
| 2020-04-14 | 2020-04-14 |  | 193(+2٫1%)     | 9(=)        |
| 2020-04-15 | 2020-04-15 |  | 197(+2٫1%)     | 9(=)        |
| 2020-04-16 | 2020-04-16 |  | 204(+3٫6%)     | 9(=)        |
| 2020-04-17 | 2020-04-17 |  | 227(+11%)      | 9(=)        |
| 2020-04-18 | 2020-04-18 |  | 227(=)         | 9(=)        |
| 2020-04-19 | 2020-04-19 |  | 256(+13%)      | 9(=)        |
| 2020-04-20 | 2020-04-20 |  | 285(+11%)      | 10(+11%)    |
| 2020-04-21 | 2020-04-21 |  | 288(+1٫1%)     | 10(=)       |
| 2020-04-22 | 2020-04-22 |  | 298(+3٫5%)     | 10(=)       |
| 2020-04-23 | 2020-04-23 |  | 311(+4٫4%)     | 10(=)       |
| 2020-04-24 | 2020-04-24 |  | 318(+2٫3%)     | 10(=)       |
| 2020-04-25 | 2020-04-25 |  | 323(+1٫6%)     | 10(=)       |
| 2020-04-26 | 2020-04-26 |  | 325(+0٫62%)    | 10(=)       |
| 2020-04-27 | 2020-04-27 |  | 329(+1٫2%)     | 10(=)       |
| 2020-04-28 | 2020-04-28 |  | 329(=)         | 10(=)       |
| 2020-04-29 | 2020-04-29 |  | 331(+0٫61%)    | 10(=)       |
| 2020-04-30 | 2020-04-30 |  | 333(+0٫6%)     | 10(=)       |
| 2020-05-01 | 2020-05-01 |  | 335(+0٫6%)     | 10(=)       |
| 2020-05-02 | 2020-05-02 |  | 345(+3%)       | 10(=)       |
| 2020-05-03 | 2020-05-03 |  | 357(+3٫5%)     | 10(=)       |
| 2020-05-04 | 2020-05-04 |  | 361(+1٫1%)     | 10(=)       |
| 2020-05-05 | 2020-05-05 |  | 367(+1٫7%)     | 10(=)       |
| 2020-05-06 | 2020-05-06 |  | 379(+3٫3%)     | 10(=)       |
| 2020-05-07 | 2020-05-07 |  | 381(+0٫53%)    | 10(=)       |
| 2020-05-08 | 2020-05-08 |  | 388(+1٫8%)     | 10(=)       |
| 2020-05-09 | 2020-05-09 |  | 402(+3٫6%)     | 10(=)       |
| 2020-05-10 | 2020-05-10 |  | 414(+3%)       | 10(=)       |
| 2020-05-11 | 2020-05-11 |  | 422(+1٫9%)     | 10(=)       |
| 2020-05-12 | 2020-05-12 |  | 423(+0٫24%)    | 10(=)       |
| 2020-05-13 | 2020-05-13 |  | 440(+4%)       | 10(=)       |
| 2020-05-14 | 2020-05-14 |  | 455(+3٫4%)     | 10(=)       |
| 2020-05-15 | 2020-05-15 |  | 459(+0٫88%)    | 10(=)       |
| 2020-05-16 | 2020-05-16 |  | 504(+9٫8%)     | 10(=)       |
| 2020-05-17 | 2020-05-17 |  | 541(+7٫3%)     | 10(=)       |
| 2020-05-18 | 2020-05-18 |  | 618(+14%)      | 10(=)       |
| 2020-05-19 | 2020-05-19 |  | 749(+21%)      | 10(=)       |
| 2020-05-20 | 2020-05-20 |  | 824(+10%)      | 10(=)       |
| 2020-05-21 | 2020-05-21 |  | 882(+7%)       | 10(=)       |
| 2020-05-22 | 2020-05-22 |  | 944(+7%)       | 10(=)       |
| 2020-05-23 | 2020-05-23 |  | 1٬010(+7%)     | 10(=)       |
| 2020-05-24 | 2020-05-24 |  | 1٬121(+11%)    | 10(=)       |
| 2020-05-25 | 2020-05-25 |  | 1٬177(+5%)     | 10(=)       |
| 2020-05-26 | 2020-05-26 |  | 1٬211(+2٫9%)   | 11(+10%)    |
| 2020-05-27 | 2020-05-27 |  | 1٬245(+2٫8%)   | 11(=)       |
| 2020-05-28 | 2020-05-28 |  | 1٬327(+6٫6%)   | 11(=)       |
| 2020-05-29 | 2020-05-29 |  | 1٬370(+3٫2%)   | 14(+27%)    |
| 2020-05-30 | 2020-05-30 |  | 1٬459(+6٫5%)   | 14(=)       |
| 2020-05-31 | 2020-05-31 |  | 1٬510(+3٫5%)   | 14(=)       |
| 2020-06-01 | 2020-06-01 |  | 1٬662(+10%)    | 17(+21%)    |
| 2020-06-02 | 2020-06-02 |  | 1٬819(+9٫4%)   | 18(+5٫9%)   |
| 2020-06-03 | 2020-06-03 |  | 1٬952(+7٫3%)   | 20(+11%)    |
| 2020-06-04 | 2020-06-04 |  | 2٬087(+6٫9%)   | 20(=)       |
| 2020-06-05 | 2020-06-05 |  | 2٬145(+2٫8%)   | 20(=)       |
| 2020-06-06 | 2020-06-06 |  | 2٬316(+8%)     | 22(+10%)    |
| 2020-06-07 | 2020-06-07 |  | 2٬377(+2٫6%)   | 22(=)       |
| 2020-06-08 | 2020-06-08 |  | 2٬473(+4%)     | 22(=)       |
| 2020-06-09 | 2020-06-09 |  | 2٬632(+6٫4%)   | 23(+4٫5%)   |
| 2020-06-10 | 2020-06-10 |  | 2٬738(+4%)     | 23(=)       |
| 2020-06-11 | 2020-06-11 |  | 2٬814(+2٫8%)   | 23(=)       |
| 2020-06-12 | 2020-06-12 |  | 2٬879(+2٫3%)   | 23(=)       |
| 2020-06-13 | 2020-06-13 |  | 2٬904(+0٫87%)  | 24(+4٫3%)   |
| 2020-06-14 | 2020-06-14 |  | 2٬978(+2٫5%)   | 25(+4٫2%)   |
| 2020-06-15 | 2020-06-15 |  | 3٬062(+2٫8%)   | 26(+4%)     |
| 2020-06-16 | 2020-06-16 |  | 3٬150(+2٫9%)   | 27(+3٫8%)   |
| 2020-06-17 | 2020-06-17 |  | 3٬386(+7٫5%)   | 28(+3٫7%)   |
| 2020-06-18 | 2020-06-18 |  | 3٬483(+2٫9%)   | 28(=)       |
| 2020-06-19 | 2020-06-19 |  | 3٬591(+3٫1%)   | 30(+7٫1%)   |
| 2020-06-20 | 2020-06-20 |  | 3٬789(+5٫5%)   | 33(+10%)    |
| 2020-06-21 | 2020-06-21 |  | 3٬918(+3٫4%)   | 33(=)       |
| 2020-06-22 | 2020-06-22 |  | 4٬048(+3٫3%)   | 35(+6٫1%)   |
| 2020-06-23 | 2020-06-23 |  | 4٬186(+3٫4%)   | 35(=)       |
| 2020-06-24 | 2020-06-24 |  | 4٬365(+4٫3%)   | 38(+8٫6%)   |
| 2020-06-25 | 2020-06-25 |  | 4٬563(+4٫5%)   | 39(+2٫6%)   |
| 2020-06-26 | 2020-06-26 |  | 4٬779(+4٫7%)   | 41(+5٫1%)   |
| 2020-06-27 | 2020-06-27 |  | 5٬130(+7٫3%)   | 42(+2٫4%)   |
| 2020-06-28 | 2020-06-28 |  | 5٬297(+3٫3%)   | 44(+4٫8%)   |
| 2020-06-29 | 2020-06-29 |  | 5٬530(+4٫4%)   | 48(+9٫1%)   |
| 2020-06-30 | 2020-06-30 |  | 5٬832(+5٫5%)   | 51(+6٫2%)   |
| 2020-07-01 | 2020-07-01 |  | 6٬062(+3٫9%)   | 54(+5٫9%)   |
| 2020-07-02 | 2020-07-02 |  | 6٬273(+3٫5%)   | 57(+5٫6%)   |
| 2020-07-03 | 2020-07-03 |  | 6٬537(+4٫2%)   | 59(+3٫5%)   |
| 2020-07-04 | 2020-07-04 |  | 6٬750(+3٫3%)   | 62(+5٫1%)   |
| 2020-07-05 | 2020-07-05 |  | 7٬169(+6٫2%)   | 64(+3٫2%)   |
| 2020-07-06 | 2020-07-06 |  | 7٬411(+3٫4%)   | 68(+6٫2%)   |
| 2020-07-07 | 2020-07-07 |  | 7٬693(+3٫8%)   | 71(+4٫4%)   |
| 2020-07-08 | 2020-07-08 |  | 8٬010(+4٫1%)   | 75(+5٫6%)   |
| 2020-07-09 | 2020-07-09 |  | 8٬372(+4٫5%)   | 80(+6٫7%)   |
| 2020-07-10 | 2020-07-10 |  | 8٬803(+5٫1%)   | 83(+3٫8%)   |
| 2020-07-11 | 2020-07-11 |  | 9٬178(+4٫3%)   | 85(+2٫4%)   |
| 2020-07-12 | 2020-07-12 |  | 9٬465(+3٫1%)   | 89(+4٫7%)   |
| 2020-07-13 | 2020-07-13 |  | 9٬707(+2٫6%)   | 93(+4٫5%)   |
| 2020-07-14 | 2020-07-14 |  | 10٬010(+3٫1%)  | 96(+3٫2%)   |
| 2020-07-15 | 2020-07-15 |  | 10٬428(+4٫2%)  | 100(+4٫2%)  |
| 2020-07-16 | 2020-07-16 |  | 10٬854(+4٫1%)  | 104(+4%)    |
| 2020-07-17 | 2020-07-17 |  | 11٬191(+3٫1%)  | 107(+2٫9%)  |
| 2020-07-18 | 2020-07-18 |  | 11٬483(+2٫6%)  | 110(+2٫8%)  |
| 2020-07-19 | 2020-07-19 |  | 11٬891(+3٫6%)  | 112(+1٫8%)  |
| 2020-07-20 | 2020-07-20 |  | 12٬334(+3٫7%)  | 116(+3٫6%)  |
| 2020-07-21 | 2020-07-21 |  | 12٬774(+3٫6%)  | 120(+3٫4%)  |
| 2020-07-22 | 2020-07-22 |  | 13٬164(+3٫1%)  | 124(+3٫3%)  |
| 2020-07-23 | 2020-07-23 |  | 13٬613(+3٫4%)  | 129(+4%)    |
| 2020-07-24 | 2020-07-24 |  | 14٬263(+4٫8%)  | 134(+3٫9%)  |
| 2020-07-25 | 2020-07-25 |  | 14٬929(+4٫7%)  | 138(+3%)    |
| 2020-07-26 | 2020-07-26 |  | 15٬463(+3٫6%)  | 142(+2٫9%)  |
| 2020-07-27 | 2020-07-27 |  | 15٬988(+3٫4%)  | 146(+2٫8%)  |
| 2020-07-28 | 2020-07-28 |  | 16٬571(+3٫6%)  | 151(+3٫4%)  |
| 2020-07-29 | 2020-07-29 |  | 17٬158(+3٫5%)  | 156(+3٫3%)  |
| 2020-07-30 | 2020-07-30 |  | 17٬860(+4٫1%)  | 158(+1٫3%)  |
| 2020-07-31 | 2020-07-31 |  | 18٬574(+4%)    | 164(+3٫8%)  |
| 2020-08-01 | 2020-08-01 |  | 19٬443(+4٫7%)  | 169(+3%)    |
| 2020-08-02 | 2020-08-02 |  | 20٬206(+3٫9%)  | 174(+3%)    |
| 2020-08-03 | 2020-08-03 |  | 20٬754(+2٫7%)  | 180(+3٫4%)  |
| 2020-08-04 | 2020-08-04 |  | 21٬438(+3٫3%)  | 187(+3٫9%)  |
| 2020-08-05 | 2020-08-05 |  | 22٬299(+4%)    | 195(+4٫3%)  |
| 2020-08-06 | 2020-08-06 |  | 23٬280(+4٫4%)  | 202(+3٫6%)  |
| 2020-08-07 | 2020-08-07 |  | 24٬166(+3٫8%)  | 208(+3%)    |
| 2020-08-08 | 2020-08-08 |  | 24٬961(+3٫3%)  | 215(+3٫4%)  |
| 2020-08-09 | 2020-08-09 |  | 25٬805(+3٫4%)  | 223(+3٫7%)  |
| 2020-08-10 | 2020-08-10 |  | 26٬800(+3٫9%)  | 229(+2٫7%)  |
| 2020-08-11 | 2020-08-11 |  | 27٬938(+4٫2%)  | 238(+3٫9%)  |
| 2020-08-12 | 2020-08-12 |  | 29٬088(+4٫1%)  | 247(+3٫8%)  |
| 2020-08-13 | 2020-08-13 |  | 30٬369(+4٫4%)  | 259(+4٫9%)  |
| 2020-08-14 | 2020-08-14 |  | 31٬381(+3٫3%)  | 266(+2٫7%)  |
| 2020-08-15 | 2020-08-15 |  | 32٬607(+3٫9%)  | 276(+3٫8%)  |
| 2020-08-16 | 2020-08-16 |  | 33٬755(+3٫5%)  | 281(+1٫8%)  |
| 2020-08-17 | 2020-08-17 |  | 34٬802(+3٫1%)  | 288(+2٫5%)  |
| 2020-08-18 | 2020-08-18 |  | 35٬697(+2٫6%)  | 297(+3٫1%)  |
| 2020-08-19 | 2020-08-19 |  | 36٬868(+3٫3%)  | 303(+2%)    |
| 2020-08-20 | 2020-08-20 |  | 37٬567(+1٫9%)  | 311(+2٫6%)  |
| 2020-08-21 | 2020-08-21 |  | 38٬188(+1٫7%)  | 317(+1٫9%)  |
| 2020-08-22 | 2020-08-22 |  | 38٬957(+2%)    | 323(+1٫9%)  |
| 2020-08-23 | 2020-08-23 |  | 39٬564(+1٫6%)  | 329(+1٫9%)  |
| 2020-08-24 | 2020-08-24 |  | 40٬338(+2%)    | 337(+2٫4%)  |
| 2020-08-25 | 2020-08-25 |  | 41٬158(+2%)    | 343(+1٫8%)  |
| 2020-08-26 | 2020-08-26 |  | 41٬965(+2%)    | 351(+2٫3%)  |
| 2020-08-27 | 2020-08-27 |  | 42٬898(+2٫2%)  | 358(+2%)    |
| 2020-08-28 | 2020-08-28 |  | 43٬879(+2٫3%)  | 366(+2٫2%)  |
| 2020-08-29 | 2020-08-29 |  | 44٬946(+2٫4%)  | 375(+2٫5%)  |
| 2020-08-30 | 2020-08-30 |  | 45٬868(+2٫1%)  | 381(+1٫6%)  |
| 2020-08-31 | 2020-08-31 |  | 46٬728(+1٫9%)  | 386(+1٫3%)  |
| 2020-09-01 | 2020-09-01 |  | 47٬756(+2٫2%)  | 391(+1٫3%)  |
| 2020-09-02 | 2020-09-02 |  | 48٬883(+2٫4%)  | 398(+1٫8%)  |
| 2020-09-03 | 2020-09-03 |  | 49٬877(+2%)    | 402(+1%)    |
| 2020-09-04 | 2020-09-04 |  | 50٬973(+2٫2%)  | 412(+2٫5%)  |
| 2020-09-05 | 2020-09-05 |  | 52٬165(+2٫3%)  | 420(+1٫9%)  |
| 2020-09-06 | 2020-09-06 |  | 53٬289(+2٫2%)  | 428(+1٫9%)  |
| 2020-09-07 | 2020-09-07 |  | 54٬350(+2%)    | 436(+1٫9%)  |
| 2020-09-08 | 2020-09-08 |  | 55٬563(+2٫2%)  | 444(+1٫8%)  |
| 2020-09-09 | 2020-09-09 |  | 56٬571(+1٫8%)  | 452(+1٫8%)  |
| 2020-09-10 | 2020-09-10 |  | 57٬823(+2٫2%)  | 460(+1٫8%)  |
| 2020-09-11 | 2020-09-11 |  | 58٬663(+1٫5%)  | 468(+1٫7%)  |
| 2020-09-12 | 2020-09-12 |  | 59٬630(+1٫6%)  | 477(+1٫9%)  |
| 2020-09-13 | 2020-09-13 |  | 60٬540(+1٫5%)  | 485(+1٫7%)  |
| 2020-09-14 | 2020-09-14 |  | 61٬569(+1٫7%)  | 494(+1٫9%)  |
| 2020-09-15 | 2020-09-15 |  | 62٬655(+1٫8%)  | 502(+1٫6%)  |
| 2020-09-16 | 2020-09-16 |  | 63٬416(+1٫2%)  | 511(+1٫8%)  |
| 2020-09-17 | 2020-09-17 |  | 64٬284(+1٫4%)  | 520(+1٫8%)  |
| 2020-09-18 | 2020-09-18 |  | 65٬154(+1٫4%)  | 530(+1٫9%)  |
| 2020-09-19 | 2020-09-19 |  | 65٬949(+1٫2%)  | 539(+1٫7%)  |
| 2020-09-20 | 2020-09-20 |  | 66٬656(+1٫1%)  | 547(+1٫5%)  |
| 2020-09-21 | 2020-09-21 |  | 67٬443(+1٫2%)  | 555(+1٫5%)  |
| 2020-09-22 | 2020-09-22 |  | 68٬453(+1٫5%)  | 564(+1٫6%)  |
| 2020-09-23 | 2020-09-23 |  | 69٬439(+1٫4%)  | 574(+1٫8%)  |
| 2020-09-24 | 2020-09-24 |  | 70٬406(+1٫4%)  | 581(+1٫2%)  |
| 2020-09-25 | 2020-09-25 |  | 71٬273(+1٫2%)  | 591(+1٫7%)  |
| 2020-09-26 | 2020-09-26 |  | 71٬940(+0٫94%) | 600(+1٫5%)  |
| 2020-09-27 | 2020-09-27 |  | 72٬691(+1%)    | 606(+1%)    |
| 2020-09-28 | 2020-09-28 |  | 73٬528(+1٫2%)  | 614(+1٫3%)  |
| 2020-09-29 | 2020-09-29 |  | 74٬363(+1٫1%)  | 623(+1٫5%)  |
| 2020-09-30 | 2020-09-30 |  | 75٬122(+1%)    | 628(+0٫8%)  |
| 2020-10-01 | 2020-10-01 |  | 76٬029(+1٫2%)  | 635(+1٫1%)  |
| 2020-10-02 | 2020-10-02 |  | 76٬820(+1%)    | 643(+1٫3%)  |
| 2020-10-03 | 2020-10-03 |  | 77٬646(+1٫1%)  | 649(+0٫93%) |
| 2020-10-04 | 2020-10-04 |  | 78٬434(+1%)    | 653(+0٫62%) |
| 2020-10-05 | 2020-10-05 |  | 79٬117(+0٫87%) | 658(+0٫77%) |
| 2020-10-06 | 2020-10-06 |  | 79٬767(+0٫82%) | 665(+1٫1%)  |
| 2020-10-07 | 2020-10-07 |  | 80٬404(+0٫8%)  | 671(+0٫9%)  |
| 2020-10-08 | 2020-10-08 |  | 81٬019(+0٫76%) | 678(+1%)    |
| 2020-10-09 | 2020-10-09 |  | 81٬696(+0٫84%) | 684(+0٫88%) |
| 2020-10-10 | 2020-10-10 |  | 82٬453(+0٫93%) | 691(+1%)    |
| 2020-10-11 | 2020-10-11 |  | 83٬137(+0٫83%) | 697(+0٫87%) |
| 2020-10-12 | 2020-10-12 |  | 83٬756(+0٫74%) | 704(+1%)    |
| 2020-10-13 | 2020-10-13 |  | 84٬391(+0٫76%) | 710(+0٫85%) |
| 2020-10-14 | 2020-10-14 |  | 85٬005(+0٫73%) | 714(+0٫56%) |
| 2020-10-15 | 2020-10-15 |  | 85٬469(+0٫55%) | 720(+0٫84%) |
| 2020-10-16 | 2020-10-16 |  | 85٬758(+0٫34%) | 725(+0٫69%) |
| 2020-10-17 | 2020-10-17 |  | 86٬289(+0٫62%) | 731(+0٫83%) |
| 2020-10-18 | 2020-10-18 |  | 86٬636(+0٫4%)  | 736(+0٫68%) |
| 2020-10-19 | 2020-10-19 |  | 87٬161(+0٫61%) | 741(+0٫68%) |
| 2020-10-20 | 2020-10-20 |  | 87٬644(+0٫55%) | 747(+0٫81%) |
| 2020-10-21 | 2020-10-21 |  | 88٬035(+0٫45%) | 753(+0٫8%)  |
| 2020-10-22 | 2020-10-22 |  | 88٬416(+0٫43%) | 759(+0٫8%)  |
| 2020-10-23 | 2020-10-23 |  | 88٬718(+0٫34%) | 764(+0٫66%) |
| 2020-10-24 | 2020-10-24 |  | 89٬142(+0٫48%) | 770(+0٫79%) |
| 2020-10-25 | 2020-10-25 |  | 89٬565(+0٫47%) | 773(+0٫39%) |
| 2020-10-26 | 2020-10-26 |  | 90٬047(+0٫54%) | 777(+0٫52%) |
| 2020-10-27 | 2020-10-27 |  | 90٬400(+0٫39%) | 780(+0٫39%) |
| 2020-10-28 | 2020-10-28 |  | 90٬876(+0٫53%) | 784(+0٫51%) |
| 2020-10-29 | 2020-10-29 |  | 91٬280(+0٫44%) | 789(+0٫64%) |
| 2020-10-30 | 2020-10-30 |  | 91٬589(+0٫34%) | 793(+0٫51%) |
| 2020-10-31 | 2020-10-31 |  | 92٬013(+0٫46%) | 798(+0٫63%) |
| 2020-11-01 | 2020-11-01 |  | 92٬325(+0٫34%) | 801(+0٫38%) |
| 2020-11-02 | 2020-11-02 |  | 92٬705(+0٫41%) | 806(+0٫62%) |
| 2020-11-03 | 2020-11-03 |  | 93٬100(+0٫43%) | 810(+0٫5%)  |
| 2020-11-04 | 2020-11-04 |  | 93٬480(+0٫41%) | 814(+0٫49%) |
| 2020-11-05 | 2020-11-05 |  | 93٬921(+0٫47%) | 819(+0٫61%) |
| 2020-11-06 | 2020-11-06 |  | 94٬305(+0٫41%) | 821(+0٫24%) |
| 2020-11-07 | 2020-11-07 |  | 94٬698(+0٫42%) | 824(+0٫37%) |
| 2020-11-08 | 2020-11-08 |  | 94٬883(+0٫2%)  | 826(+0٫24%) |
| 2020-11-09 | 2020-11-09 |  | 95٬149(+0٫28%) | 830(+0٫48%) |
| 2020-11-10 | 2020-11-10 |  | 95٬445(+0٫31%) | 834(+0٫48%) |
| 2020-11-11 | 2020-11-11 |  | 95٬750(+0٫32%) | 838(+0٫48%) |
| 2020-11-12 | 2020-11-12 |  | 96٬140(+0٫41%) | 841(+0٫36%) |
| 2020-11-13 | 2020-11-13 |  | 96٬441(+0٫31%) | 844(+0٫36%) |
| 2020-11-14 | 2020-11-14 |  | 96٬933(+0٫51%) | 848(+0٫47%) |
| مصادر: - Bolivarian Government of Venezuela ملاحظات: - There was no official report on 20 March 2020, وورلد ميترز and the Center for Systems Science and Engineering (CSSE) of the جامعة جونز هوبكينز reported 65 cases, numbers coming from an article of El Nacional from undisclosed sources from the Venezuelan Ministry of Health. - The recoveries from 21 March to 25 March indicate people without symptoms for at least 5 days, considered as recovered in the official reports |            |  |                |             |

### مارس
أبلغت فنزويلا عن أول حالات رسمية لمرض فيروس كورونا في 13 مارس 2020. لكن، قبل ذلك بعدة أيام أصبحت إحدى الحالات المشتبه فيها مثيرة للجدل بسبب معاملة الدولة لكاشف عن الفساد. في 7 مارس، أبلغت منظمة في إيليغريا عن تسجيل حالة طبية مشتبه فيها في زوليا لدى شخص يبلغ من العمر 31 عامًا لم يكن من فنزويلا، فُحِص في مستشفى الدكتور بيدرو إيتوربي ونُقل لاحقًا إلى المستشفى الجامعي في ماراكايبو. ظهرت على المريض أعراض واضحة وخرج من المستشفى بعد عدة أيام. طلب حاكم الولاية، عمر بريتو، من النيابة العامة التحقيق مع أستاذ في جامعة زوليا يدعى فريدي باتشانو، بسبب لفته الانتباه إلى الحالة المشتبه فيها في الولاية، وأدانت منظمة إسباسيو بوبليكو غير الحكومية بريتو لإصداره أمرًا بإجراء مثل هذا التحقيق. أعلن نيكولاس مادورو حظرًا للاحتجاجات في 12 مارس قبل تأكيد الحالات في فنزويلا لمنع تفشي الوباء، بالإضافة إلى حظر الرحلات الجوية من أوروبا وكولومبيا.
سُجلت الحالات الأولى، وهما حالتان اثنتان في 13 مارس، في ولاية ميراندا. أغلق الرئيس الكولومبي إيفان دوكي الحدود مع فنزويلا اعتبارًا من اليوم التالي. في 14 مارس، ارتفع العدد الرسمي للحالات بمقدار ثمانية (ليصبح المجموع عشر حالات)، وانتشر المرض على امتداد أربع ولايات (ميراندا وأبوري وأراغوا وكويديس). أعلن وزير الاتصالات خورخي رودريغيز عن تعليق الرحلات الجوية من بنما وجمهورية الدومينيكان إلى البلاد لمدة 30 يومًا، بدءًا من 15 مارس.
أُعلنت أوامر البقاء في المنزل في 15 مارس، حين سجلت الدولة سبع حالات أخرى، ونُشرت الأوامر في اليوم التالي على امتداد ست ولايات ومنطقة كاراكاس. أُطلق على الأوامر اسم «الحجر الصحي الجماعي»؛ ووُضعت استثناءات للنقل والصحة وتوصيل الطعام. في اليوم الأول من الحجر الصحي المطبق على ست ولايات، 16 مارس، ظهرت نتيجة اختبار سفير الأرجنتين في فنزويلا، إدواردو بوريتي، للفيروس إيجابية، وأعلن نيكولاس مادورو عن تسجيل ست عشرة حالة جديدة، ليصل المجموع إلى 33 حالة. بناءً على ذلك، مدد مادورو الحجر الصحي للبلد بأكمله.
حين دخلت فنزويلا مرحلة الإغلاق يوم 17 مارس، أغلقت السلطات في البرازيل حدودها مع فنزويلا جزئيًا. حث وزير الصحة البرازيلي لويز هنريكي مانديتا على إغلاق الحدود بسبب انهيار النظام الصحي في فنزويلا. أعلنت نائبة الرئيس الفنزويلي دلسي رودريغيز ثلاث حالات أخرى في نفس اليوم. في فترة ما بعد الظهر، هرب مريض كانت نتيجة اختباره إيجابية لفيروس كورونا من مستشفى في بروباتريا، في غرب كراكاس.
في 18 مارس، أبلغت دلسي رودريغيز أن عدد الحالات لم يتغير عن اليوم السابق. بحلول 21 مارس، أبلغت الحكومة عن 70 حالة مؤكدة في البلاد، اثنان منها في حالة حرجة، وصُنفت 15 حالة ضمن حالات التعافي (لم تظهر عليهم أي أعراض بعد خمسة أيام). قالت دلسي رودريغيز إن الحالتين الحرجتين نُقلتا إلى المستشفى في عيادات خاصة في ولاية ميراندا، وأن علاجهما يُوفر مجانًا من قبل وزارة الصحة.
أُعلن عن إجراءات اقتصادية للتعامل مع نتائج الوباء في 22 مارس، تزامنًا مع تسجيل سبع حالات أخرى. وفقًا للخطط، سيُعلق دفع الإيجار والائتمان لمدة ستة أشهر، مع التعويض بالعملة المحلية لأصحاب العقارات والأعمال المتوسطة الحجم. شملت التدابير أيضًا سياسة 2015 التي تمنع الشركات من فصل الموظفين حتى ديسمبر 2020.
أُعلن عن أول حالة وفاة مؤكدة بسبب المرض في 26 مارس. أُبلغ عن وفاة أخرى في اليوم التالي. في 27 مارس أيضًا، التقت دلسي رودريغيز برئيس وزراء ترينيداد وتوباغو، كيث رولي، وتمحور الاجتماع حول الاستراتيجية المطبقة في كلي البلدين لمواجهة الوباء. حدث أيضًا جدل في هذا اليوم، حين كشفت منظمة بروفيا غير الحكومية أن حوالي 90 شخصًا قادمًا من كوكوتا، كولومبيا، وضعوا في العزل قسرًا في 25 مارس من قبل الحرس الوطني في باركوسيميتو، لارا، دون طعام أو ظروف صحية مناسبة.

### أبريل
أفادت وزير الإعلام خورخي رودريغيز لأول مرة أن عدد حالات التعافي أكبر من عدد الإصابات الجديدة في فنزويلا في 11 أبريل. أعلن كل من دلسي رودريغيز ونيكولاس مادورو عن تمديد الحجر الصحي الوطني وحالة الطوارئ لمدة 30 يومًا.
بعد الارتفاع المفاجئ في عدد الحالات في جزيرة مارغريتا، أعلن نيكولاس مادورو حظر التجول في ولاية نويفا إسبارتا بأكملها في 19 أبريل. ارتبطت 41 حالة من الحالات آنذاك بأكاديمية روبرتو فاليس للبيسبول، إذ كان بعض أعضائها قد وصلوا للتو من جمهورية الدومينيكان بالطائرة.
قُتل رجل يبلغ من العمر 29 عامًا برصاصتين في الرأس خلال أعمال شغب في أوباتا في ولاية بوليفار، بسبب نقص الغذاء والوقود الذي تفاقم بسبب الإغلاق منذ منتصف مارس. كُتبت رسالة «Murió por hambre» (أي مات من الجوع) بالطباشير بجوار بركة الدم التي تركها. شارك الكولكتيفو مع الشرطة في قمع مثيري الشغب، الذين استخدموا دراجاتهم النارية على الرغم من نقص الوقود. أصيب شخصان على الأقل وأُلقي القبض على ثلاثين آخرين.

### مايو
أبلغت دلسي رودريغيز عن أول حالات لكوفيد-19 في أمازوناس وكارابوبو في 10 مايو. أبقى هذا الأمر ولاية دلتا أماكورو الولاية الوحيدة غير المتأثرة بالوباء حتى تلك اللحظة.
مدد نيكولاس مادورو، في 12 مايو، الإغلاق لمدة 30 يومًا أخرى. مُددت القيود المفروضة على الرحلات الجوية الوطنية أيضًا لمدة 30 يومًا من قبل المعهد الوطني للملاحة الجوية آي إن آيه سي (بالإسبانية: Instituto Nacional de Aeronáutica Civi).
أُبلغ عن أول مريض مصاب بكوفيد-19 في دلتا أماكورو في 13 مايو. حتى هذا التاريخ، أبلغت جميع ولايات فنزويلا عن تسجيل حالة كوفيد-19 واحدة على الأقل.
في منتصف مايو، أفادت ماراكايبو عن انتشار كبير للحالات المتعلقة بسوق لاس بولغاس الشعبي. أُغلق السوق لاحقًا.
بعد مرور 34 يومًا دون الإبلاغ عن أي وفاة، أُبلغ عن وفاة جديدة بسبب كوفيد-19 في 26 مايو.

### يونيو
بدأ تخفيف إجراءات الإغلاق في 1 يونيو، وافتتاح الصالات الرياضية ومراكز التسوق. بقيت المدارس والمحاكم والحانات مغلقة.
اعتبارًا من 9 يونيو، أنقصت الحكومة الفنزويلية عمليات إعادة الهجرة إلى 400 في اليوم، بتواتر ثلاثة أيام في الأسبوع، ويمثل ذلك إنقاصًا بنسبة 80% عن المستويات السابقة.
مُددت حالة الطوارئ للمرة الثالثة لمدة شهر إضافي في 12 يونيو.
أعلنت المعارضة وعمال الرعاية الصحية في ماراكايبو في الأسبوع الرابع من يونيو امتلاء المستشفيات في المدينة وإصابة العشرات من الأطباء والممرضات. قال وليام بارينتوس، وهو جراح ومشرع معارض، إن 40 عاملًا صحيًا أصيبوا بالفيروس. توفيت ممرضة في مستشفى ماراكايبو العسكري. خصصت السلطات 20 فندقًا صغيرًا ومتوسط الحجم في ماراكايبو لعلاج المرضى. زيدت الإجراءات في زوليا وكاراكاس وثماني ولايات أخرى.

### يوليو
أعلن ديوسدادو كابيو، نائب رئيس الحزب الاشتراكي الموحد الفنزويلي ورئيس الجمعية الوطنية التأسيسية الموالية للحكومة، أن نتيجة اختباره كانت إيجابية لكوفيد-19 في 9 يوليو. ظهر اختبارا طارق العيسمي، وزير البترول، وعمر بريتو، محافظ زوليا، إيجابيين في 10 يوليو.

## التدابير والإجراءات

### الاستجابة التنفيذية
في 12 مارس، أعلن نيكولاس مادورو حالة طوارئ صحية عامة في البلاد، وأوقف جميع الرحلات الجوية القادمة من أوروبا وكولومبيا لمدة 30 يوم. كذلك، أعلن تعليق التجمعات العامة وأن الحكومة ستدرس تعليق الرحلات الجوية من مناطق أخرى في الأسابيع المقبلة. طبقًا لمادورو، كانت هناك 30 حالة مشتبه فيها في فنزويلا، لكن جميعها كانت سلبية.
بعد تأكيد الحالات الأولى في البلاد، أصدر نائب الرئيس ديلسي رودريغيز تعليمات إلى جميع ركاب رحلة أيبيريا يومي 5 و 8 مارس للدخول فورًا في الحجر الصحي الوقائي الإلزامي، حيث كانت الحالتان من هذه الرحلة.
أعلن رودريغيز تعليق جميع الفصول الدراسية في المدارس العامة والخاصة اعتبارًا من يوم الاثنين 16 مارس حتى إشعار آخر، بينما أعلن نيستور ريفيرول أن الحكومة ستزود سلطات مراقبة الحدود بأقنعة الوجه والقفازات وأجهزة قياس الحرارة، دون ذكر الإمدادات التي ستوفَّر للمواطنين والمستشفيات. كذلك أعلن ريفيرول نقل مراكز الإدارة التشغيلية لجميع قوات الشرطة إلى القوات المسلحة لتنسيق العمل بينهم ووضع خطة طوارئ.
في 14 مارس، اعتقلت السلطات شخصين لنشرهما معلومات كاذبة عن الفيروس، وسجلت مقطع فيديو عن حالات وهمية في لوس تيكيس. أعلنت سودبان، الدائرة الحكومية المختصة بالبنوك والمؤسسات المالية، تعليق الأنشطة المصرفية اعتبارًا من 16 مارس.
أعلن وزير الدفاع فلاديمير بادرينو لوبيز أنه اعتبارًا من 16 مارس، ستتحكم القوات المسلحة بالولايات الست والمنطقة التابعة للعاصمة التي فرض عليها نيكولاس مادورو الحجر الصحي.
في 16 مارس، عكس مادورو الموقف الرسمي للبلاد حيال صندوق النقد الدولي، وطالب المؤسسة بمبلغ 5 مليارات دولار أمريكي لمكافحة الوباء، وهو أول موقف ناقد للمؤسسة خلال رئاسة مادورو. واجه صندوق النقد الدولي صراعات مع الحكومة الفنزويلية في الماضي، حيث تعهد سلف مادورو هوغو شافيز بقطع العلاقات مع الصندوق في عام 2007، حين علّق صندوق النقد الدولي حقوق السحب الخاصة لمبلغ قدره 400 مليون دولار أمريكي خلال الأزمة الرئاسية الفنزويلية في عام 2019. رفض صندوق النقد الدولي الاتفاق بسبب عدم اتفاق أعضائه على اعتبار رئيس فنزويلا نيكولاس مادورو أو خوان غوايدو. وفقًا لتقرير صادر عن بلومبرج، حاولت إدارة مادورو أيضًا طلب مساعدة بقيمة مليار دولار من صندوق النقد الدولي بعد رفض الطلب الأول.
في 19 مارس، أعلن رودريغيز عن استلم 4000 مجموعة أدوات تشخيصية من الصين لتحرّي وجود الفيروس التاجي، قائلًا إنها ستفيد 300 ألف فنزويلي وشاكرًا الحكومة الصينية وزعيمها البارز شي جين بينغ على كرمهم. في إجراء منفصل، منع المعهد الوطني للمساحات المائية الفنزويلي طواقم السفن التي ترسو في موانئ البلاد من النزول. في اليوم نفسه، أعلن مادورو أنه تلقى رسالة من المنسق المقيم للأمم المتحدة والممثل المقيم لبرنامج الأمم المتحدة الإنمائي بيتر غرومان، يؤكد فيها أن المنظمة مستعدة لدعم الحكومة الفنزويلية في حربها ضد كوفيد 19. شدد مادورو على أن الأمم المتحدة اتخذت إجراءات ملموسة، لا سيما في مجالات الصحة والمياه والصرف الصحي والنظافة، وأنها ستدعم وزارة الصحة في رعاية واحتواء الفيروس التاجي. وبالمثل، سيقدمون الدعم في الكشف عن معلومات موثوقة ومحدثة.
في 20 مارس، قال مادورو إن روسيا تدرس تبرعًا كبيرًا بالمساعدات الإنسانية الخاصة للبلاد، مثل المعدات والأطقم الطبية المجهزة لتشخيص كوفيد 19، وهو أمر كان من المتوقع وصوله بحلول الأسبوع التالي. في 23 مارس، أعلن وزير الخارجية خورخي أريزا والسفير الروسي سيرجي ميليك باجداساروف عن استلام 10000 مجموعة تشخيصية من روسيا، ومن المتوقع وصول المزيد منها كشحنات المستقبلية. في تغريدة، شكر مادورو الحكومة الروسية والرئيس فلاديمير بوتين على كرمهم وعلى وقوفهم تضامنًا مع الشعب الفنزويلي.
أعلن مادورو عدة إجراءات اقتصادية في 23 مارس للتعامل مع البطالة، وافتراض دفع الأجور من قبل الدولة، وتعليق مدفوعات الإيجار وفوائد الائتمان، وتخصيص سندات جديدة، وتوفير مرونة في إعطاء القروض والائتمانات الجديدة، وحظر قطع خدمات الاتصالات وضمان استمرار إمدادات اللجان المحلية للتموين والإنتاج.

### استجابة الجمعية الوطنية
قال خوان غوايدو إن البلاد تشهد واحدة من أخطر الأزمات الصحية في تاريخها، بسبب تقاعس حكومة مادورو، وصرّح بوجوب اتخاذ سلسلة إجراءات مسؤولة ضد الوباء. شملت هذه الإجراءات تأجيل احتجاجات المعارضة وإنشاء لجنة صحة خاصة. بالإضافة إلى ذلك، دعا غوايدو أيضًا إلى الحصول على مساعدات إنسانية من الأمم المتحدة، موضحًا أن الخدمات الصحية لا تتأثر بالعقوبات الدولية.
أعلنت لجنة الترشيحات الانتخابية، المكلفة بتعيين مجلس انتخابي وطني جديد، أنها ستعلق اجتماعاتها بسبب الوباء.
أفاد خوليو كاسترو، رئيس لجنة الصحة الخاصة التي عينها خوان غوايدو، في 16 مارس أن أقنعة الوجه هي إجراء وقائي مفيد ليوم واحد فقط، وبمجرد استخدامه، يفقد القناع فعاليته ويمكن أن يصبح مصدرًا للعدوى، ودعا الفنزويليون إلى اتخاذ إجراءات إضافية للتعامل مع الوباء.
أعلن نائب الجمعية الوطنية خيسوس يانيز أن حكومة تايوان تبرعت بـ 1000 قناع جراحي كإجراء لمنع جائحة الفيروس التاجي. وُزِّعَت الأقنعة في خمس محطات لمترو كاراكاس (بلازا سوكري وبيريز بونالدي وبلازا فنزويلا وشاكاو وبيتاري). سلط يانيز الضوء على أن المترو وسيلة نقل يستخدمها جزء كبير من السكان وهو أرض خصبة للوباء بسبب ازدحام الناس في الأماكن المغلقة، إذا كان أي منهم يحمل الفيروس.
خصَّصت لجنة الصحة الخاصة 3500 مجموعة تضمنت وسائل حماية لتوزعها على مقدمي الرعاية في خمسة مستشفيات في 16 مارس.
في 21 مارس، أعلن غوايدو أنه قام بتوصيل وسائل طبية لحماية القطاع الصحي من جائحة الفيروس التاجي. على حسابه الرسمي على تويتر، شارك مقطع فيديو يقول فيه: «نحن نحمي قطاعًا يقدم اليوم كل شيء هو القطاع الصحي وأطبائنا وممرضاتنا، ودعمهم هو دعمنا جميعًا. يجب أن نقدم هذه المساعدة إلى المئات من المحتاجين»، وخلص إلى ما يلي: «يمكننا احتواء هذه الحالة الطارئة. فنزويلا في أيدينا» أعلن غوايدو أيضًا عن إنشاء مرصد لحقوق الإنسان استجابة لزيادة انتهاكات حقوق الإنسان في البلاد خلال فترة فرض العزلة الاجتماعية.
في 28 مارس، دعا غوايدو إلى إنشاء حكومة طوارئ وطنية لا يقودها مادورو. أفاد غوايدو بوجود قرض بقيمة 1.2 مليار دولار جاهز لتقديمه لدعم تحالف تقاسم السلطة بين المسؤولين المؤيدين لمادورو والجيش والمعارضة من أجل مكافحة الوباء في فنزويلا. إذا جاءت الموافقة على ذلك، فستذهب الأموال لمساعدة الأسر المتضررة من المرض وعواقبه الاقتصادية.

### استجابة مشتركة
في يونيو 2020، وقع كارلوس ألفارادو، وزير الصحة في مادورو وخوليو كاسترو، ممثلين خوان غوايدو والجمعية الوطنية، اتفاقية مشتركة غير مسبوقة مع منظمة الصحة العالمية ومنظمة الصحة للبلدان الأمريكية. سعى الاتفاق إلى التعاون بين حكومة مادورو ونواب المعارضة في الجمعية الوطنية للتعامل مع الوباء وطلب الأموال.

### الاستجابات أخرى
أعلن بالتازار بوراس، المدير الرسولي في كاراكاس، تعليق الأنشطة الكنسية في 15 مارس، مع التأكد من أن المعابد ستظل مفتوحة، مطالبًا الفنزويليين بتجنب الأماكن المزدحمة والبقاء هادئين.
وافقت وزارة الصحة على مختبر علم الأحياء المجهري في جامعة جبال الأنديز في ولاية ميريدا لبدء إجراء اختبارات للكشف عن وجود فيروس سارس كوف 2، وهو الفيروس التاجي المسؤول عن كوفيد 19 في 18 مارس. بمجرد استلام الإمدادات اللازمة، سيكون المختبر قادرًا على إجراء ما يصل إلى 20 اختبار في اليوم وسيكون المختبر الثاني في البلد الذي يجري اختبارات الكشف بعد المعهد الوطني للنظافة الصحية في كاراكاس. من المتوقع أن يكون المعهد مسؤول عن إجراء اختبارات لولايات ميريدا وتاتشيرا وتروخيو وباريناس، وربما ولايات أخرى في الغرب، نظرًا لأنها أقرب من معهد النظافة في كاراكاس.
قُتل ثلاثة رجال كانوا يلعبون الدومينو في الهواء الطلق أثناء الحجر الصحي في 21 مارس في حي 23 أبرشية دي إنيرو في كاراكاس، وأصيب اثنان آخران. وبحسب الجيران والأقارب، وصل نحو 12 من أعضاء مجموعة تريس رايسس أثناء اللعب وكانوا مسؤولين عن وفاتهم. ربط الشهود أعضاء المجموعة مع إيريس فاريلا -وزير القوة الشعبية لخدمة السجون- وبضابط من فيلق التحقيقات العلمية والجنائية وأنهم كانوا يرتدون أزياء القوات المسلحة وزي الشرطة الوطنية، معلنين أنهم سيحتجون كرد على عمليات القتل في تحدٍّ للحجر الصحي. نفت المجموعات الاتهامات بصلته بالحكومة أو الشرطة، قائلًا إن جرائم القتل كانت بدافع الانتقام بدلًا من ذلك.
في أواخر شهر مارس، بدأت مجموعات تريس رايسس ولا بيدريتا في فرض حظر تجول شبه عسكري في 23 دي إنيرو، مما زاد من القمع وفرض أوقات إغلاق على الشركات.

## ردود الفعل

### ردود الفعل الحكومية
طلب مادورو من الشعب عدم تسييس الجائحة، في حين عبر أيضًا عن مخاوفه حول إمكانية سيطرة البلاد على الجائحة في ظل العقوبات التي فرضتها الولايات المتحدة على فنزويلا. دعا مادورو الرئيس الأمريكي دونالد ترامب إلى رفع العقوبات للتمكن الدولة من الحصول على المستلزمات الطبية الضرورية.
استنكر خوان غوايدو زيادة انتهاكات حقوق الإنسان من قبل إدارة مادورو منذ بدء الجائحة، مشيرًا إلى جرائم القتل في أبرشية 23 دي إنيرو واعتقال دارفينسون روخاس وانتهاكات حقوق الإنسان الممارسة بحق السجناء السياسيين المحتجزين في سجون ذات خطورة عدوى عالية. أعلن غوايدو إنساء مرصد لحقوق الإنسان ردًا على هذه الممارسات.

### ردود الفعل الأخرى
عبر الاتحاد الفنزويلي للصحة عن إدانته لاضطرار مسعف في زوليا إلى الهرب إلى كولومبيا بعد انتقاده عدم قدرة فنزويلا على التأقلم مع الوضع إذا وصل المرض إليها. طلب الاتحاد أيضًا إطلاق سراح المعتقلين السياسيين في البلاد، وخصوصًا الأكثر عرضة منهم للمرض مثل روبيرتو ماريرو وخوان ريكيسينس وحقوقيين آخرين.
في ولاية أنزواتغي، استنكر الممرضون نقص الأقنعة الواقية والقفازات الطبية والعباءات الطبية.
في التاسع عشر من مارس، رفضت السفارة الصينية في كاراكاس الاتهامات التي أصدرها نواب الجمعية الوطنية الفنزويلية ضد الصين من خلال تسمية الجائحة باسم «فيروس الصين أو فيروس ووهان». قالت السفارة في بيان لها إنها «ترفض بشدة هذا الهجوم وهذه الاتهامات الاعتباطية الخاطئة الصادرة عن بعض النواب الفنزويليين».
طلبت جمعية ترانسبارينسيا فنزويلا الشفافية وإمكانية الوصول إلى المعلومات العامة المتعلقة بتدبير الجائحة.
استنكرت وسائل الإعلام مثل إل ناسيونال ارتفاع أسعار الأقنعة الطبية. ذكرت وسائل الإعلام أيضًا انتهاكات لإجراءات الحجر الصحي لأسباب مثل شراء الطعام والأدوية والمنظفات، بالإضافة إلى أزمة الخدمات العامة مثل النقص في مياه الشرب والطاقة الكهربائية وغاز الطبخ وتغطية الهواتف النقالة وجمع النفايات.

#### العقوبات الدولية
رفضت سفارة الولايات المتحدة في فنزويلا ادعاءات نيكولاس مادورو وخورخي أريازا القائلة إن العقوبات الأمريكية تمنع الحكومة من شراء المستلزمات الطبية، ذاكرة أن «الأدوية والمستلزمات الطبية وقطع الغيار للأجهزة الطبية لفنزويلا أو لشعوب العالم الثالث التي تشتريها تحديدًا بغرض البيع إلى فنزويلا مستثناة من العقوبات». بعد عدة أيام، وصف وزير الخارجية الفنزويلي هذه التصريحات بأنها «قمة الصفاقة والزور». أعلن عن احتجاز ممتلكات حكومية فنزويلية بقيمة 5 مليارات دولار أمريكي وراء البحار، بالإضافة إلى «منع فنزويلا من الوصول إلى النظام البنكي العالمي».
أعلنت النائبة العامة السابقة لويزا أورتيغا دياز أن مادورو «كذب» عندما أعلن عدم وجود أدوية في البلاد بسبب العقوبات، قائلة إن السببين الأهم كانا الفساد وعدم الكفاءة. كما أن نائب وزير خارجية الولايات المتحدة لشؤون نصف الكرة الأرضية الغربي مايكل كوزاك اتهم مادورو بالكذب، قائلًا إن العقوبات الأمريكية لم تمنع اقتناء الطعام أو الأدوية. أكد كوزاك أن نقص المواد الأساسية في فنزويلا ناتج عن «سرقة النظام لثروة البلاد».
صرح الخبير الاقتصادي فرانسيسكو رودريغيز أن العقوبات الاقتصادية «تعيق إلى حد كبير قدرة الدول المستهدفة» على الاستجابة للجائحة.
في الرابع والعشرين من مارس، دعت المفوضة السامية للأمم المتحدة لحقوق الإنسان ميشال باشليت إلى «إعادة التقييم المستعجلة» لأي عقوبات مفروضة على فنزويلا وبقية الدول التي تواجه الجائحة مثل كوبا وإيران وزيمبابوي، وذلك بهدف تجنب دفع الأنظمة الصحية المنهكة مسبقًا في هذه البلاد إلى الانهيار. قال باشليت في بيان لها «في هذا الوقت الحساس، نظرًا لأسباب متعلقة بالصحة العامة العالمية، إضافة إلى دعم حقوق وحيوات ملايين الأشخاص في هذه البلاد، يجب تخفيف العقوبات القطعية أو تعليقها». أكدت باشليت أيضًا على الحاجة إلى حماية العاملين في المجال الصحي داخل هذه البلاد إذ لا يجب على السلطات معاقبة المختصين الذين يشيرون إلى أوجه النقص في رد فعل الدولة على الأزمة.

### القلق الدولي
أُثير القلق الدولي قبل الإعلان عن أولى الحالات، إذ انهار نظام الرعاية الصحية الفنزويلي بشكل كامل بسبب الجائحة الجارية، ما يعني أن شعبها الذي يعاني مسبقًا سوف يكون معرضًا بشكل أكبر لمخاطر انتشار الجائحة.
وفقًا لمؤشر الأمن الصحي العالمي، يُعتبر النظام الصحي الفنزويلي من بين الأسوأ في العالم من ناحية القدرة على رصد الجائحات والاستجابة السريعة لها وتخفيف وطأتها. تعاني المشافي من شح مزمن في المستلزمات الأساسية مثل واقيات العينين والقفازات والأقنعة الطبية والصابون. نظرًا للشح المستمر في الموارد، تعاني المشافي أيضًا باستمرار من نقص مزمن في الطواقم العاملة، ما يزيد بشدة من صعوبة الاستجابة الفعالة لإصابة عدد كبير من المرضى. إضافة إلى ذلك كثيرًا ما ترفض المشافي استقبال المرضى بسبب الازدحام الخانق، أو تطلب من المريض شراء المعدات الطبية اللازمة له مثل الشاش الطبي والمحاليل الوريدية والمحاقن في ظل غياب مرافق النظافة العامة مثل المراحيض، والانقطاع المتكرر للتيار الكهربائي.
قالت منظمة الصحة للبلدان الأمريكية إنها سوف تضع فنزويلا على رأس أولوياتها إلى جانب هايتي وعدد من دول أمريكا الوسطى والجنوبية بسبب «التحديات التي تواجه أنظمتها الصحية».
ذكرت وكالة أسوسييتد برس قلق الخبراء من تفاقم انتشار الفيروس بسبب أزمة اللاجئين الفنزويليين.

#### نظام السجون
ذكرت وكالة رويترز للأنباء أن سجون فنزويلا المشهورة بازدحامها الخانق وافتقارها للشروط الصحية قد تنشر الفيروس «مثل نار سريعة الحركة». تفتقد الكثير من السجون الفنزويلية إلى الحمامات، وينام السجناء على الأرض، كما يقضي الكثير منهم أيامهم دون قمصان أو أحذية، وذلك بهدف تحمل الحرارة الخانقة للسجون عديمة النوافذ. دفع هذا الأمر بوزير خارجية الولايات المتحدة مايك بومبيو إلى الطلب من حكومة مادورو إطلاق سراح ست مسؤولين من شركة سيتغو النفطية، والمعتقلين في فنزويلا منذ عام 2017، لأسباب إنسانية. ذكر بومبيو أن المعتقلين جميعًا يعانون من أجهزة مناعة مضعفة، وهم «يواجهون خطرًا صحيًا كبيرًا في حال التقاط العدوى» بجائحة فيروس كورونا.
في الثامن عشر من مارس، هرب 84 من بين 518 سجينًا من سجن سان كارلوس في زوليا، وذلك بعد الإعلان عن إجراءات احترازية ضد الجائحة مثل تقييد الزيارات الخارجية. أعلن العمدة بلاديمير لابرادور قتل عشرة من السجناء أثناء محاولة الهرب واعتقال شرطيين بتهمة التواطؤ. وفقًا لكارلوس نيتو بالما من منظمة فينتانا ألا ليبرتاد غير الحكومية، يؤثر إيقاف الزيارات على تغذية السجناء، ولذلك بسبب غياب نظام معتمد من قبل الدولة لتغذيتهم. استنكرت منظمة بروفيا غير الحكومية «الانتهاكات السافرة لحقوق الإنسان» بعد أن أعلن متحدث عسكري «القضاء على» 35 من الهاربين. أعلنت السلطات الرسمية لاحقًا عن ثمان وفيات.

### جلسة الاستماع حول إسيكيبو
خططت محكمة العدل الدولية لمناقشة النزاع الحدودي بين غيانا وفنزويلا حول منطقة إسيكيبا في مارس 2020. أُجلت الجلسة بسبب الجائحة. في أبريل، أعلنت غيانا عن تشخيص حالات من مرض فيروس كورونا في المنطقة المتنازع عليها.
عُقدت الجلسة الأولى أخيرًا في الثلاثين من يونيو 2020، لكن فنزويلا لم تشارك بها بذريعة افتقار محكمة العدل الدولية إلى السلطة القضائية. عُقدت الجلسة بشكل مؤتمر عبر الفيديو نظرًا للظروف الصحية.

## الأثر الاقتصادي
نظرًا للأثر الاقتصادي الذي خلفته الجائحة، حاولت بعض مشاريع العمل تعويض النقص في العمل من خلال التوصيل الخارجي، على الرغم من أن الإحصائيات الدقيقة لذلك لا تزال مجهولة والخدمات قد تكون عالية التكلفة بشكل لا يسمح للمواطنين الفنزويليين العاديين باستخدامها. بدأ البعض بتوصيل الطلبات لدعم عائلاتهم باستخدام الدراجات الهوائية بدلًا من الدراجات النارية بسبب النقص في الوقود.

## التضليل من قبل السلطات
في بث مباشر على المستوى الوطني في السابع عشر من فبراير، حذر نيكولاس مادورو من أن جائحة فيروس كورونا قد تكون سلاحًا بيولوجيًا من صنع الولايات المتحدة موجهًا ضد الصين، وذلك دون تقديم أي دليل يثبت الادعاء.
شجع مادورو على وسائل التواصل الاجتماعي استخدام المحاليل الوريدية كعلاج شاف لمرض فيروس كورونا. حذف موقع تويتر تغريدة لمادورو في شهر مارس تستشهد بأعمال سيرخيو كينتيرو، وهو طبيب فنزويلي يدعي إيجاد ترياق عشبي للمرض. يدعي كينتيرو أيضًا أن الفيروس مصنوع من قبل الولايات المتحدة لاستخدامه كسلاح بيولوجي. نُشرت أعماله أيضًا على موقع فيسبوك وصفحات الإنترنت الحكومية وشاركها آلاف المستخدمين. نفى المعهد الفنزويلي للبحث العلمي ادعاءات كينتيرو. تحققت وكالة فرانس برس من صحة المعلومات وصنفت أعمال كينتيرو على أنها مضللة وخاطئة، إذ لم يحصل أي علاج طبيعي على موافقة المختصين الآخرين أو منظمة الصحة العالمية.
وافقت إدارة مادورو على استخدام عقاري كلوروكين وإنترفيرون ألفا-2ب ودعمت هذا الاستخدام على نطاق واسع باعتبارهما علاجين فعالين ضد مرض فيروس كورونا. إنترفيرون ألفا-2ب هو مضاد فيروسي استُخدم في الصين وروجت له كوبا، حتى تحت مسمى «لقاح» في بعض الأحيان. لم تثبت فعالية أي من الدوائين ضد المرض. كلوروكين هو أحد أدوية الملاريا ويمكن أن يسبب اختلاطات قلبية في حال سوء استخدامه.
في الرابع والعشرين من مارس، اتهم مادورو كولومبيا بتحريض «العدوى العابرة للحدود» للمهاجرين الفنزويليين العائدين إلى بلادهم، قائلًا إنهم «سلاح بيولوجي» ومهددًا إياهم بالحجر الصحي. كررت السلطات المحلية هذه الاتهامات منذ ذلك الوقت. قدمت إدارة مادورو فرضية وجود «فيروس كولومبي» يمثل سلالة أشد فتكًا من الفيروس، وذلك بهدف تفسير زيادة عدد المصابين في ولاية زوليا، لكنها لم تقدم أي أدلة طبية تدعم هذا الادعاء.

## المخاوف المتعلقة بالتقديرات الحكومية
لم تكن التقارير الرسمية متسقة دائمًا، إذ قدمت أخطاء كالحالات المفقودة والأرقام غير المتطابقة مثلًا بالإضافة إلى التضارب مع التقديرات المنشورة. تحتفظ الحكومة بنظام مركزي ولا تأذن للعيادات والجامعات الخاصة بالوصول إلى الاختبارات أو نتائجها.
تلقت الحكومة العديد من مجموعات الاختبارات من الصين. في أوائل شهر مايو، ذكرت إدارة مادورو أنها أجرت أكثر من 400 ألف اختبار، وهو أكبر عدد من الاختبارات في أمريكا الجنوبية في ذلك الوقت. العديد من هذه الاختبارات هي اختبارات سريعة لا يمكن الاعتماد عليها، ما يثير إمكانية وجود عدد كبير من النتائج الإيجابية والسلبية الكاذبة.
حتى 17 أبريل، اعتُمد مختبر المعهد الوطني للصحة فقط من أجل إجراء اختبارات كوفيد-19. تشير التقديرات إلى امتلاك (آي إن إتش) القدرة فقط على تحليل 100 عينة في اليوم. يتألف فريق الفحص الحالي من ثلاثة فنيين يعملون في معدات الشيخوخة. وبالمقارنة، يوجد في كولومبيا 38 مختبرًا معتمدًا. لا تسمح الحكومة للجامعات أو العيادات الخاصة بإجراء الاختبار، حتى لو كانت لديها القدرة على ذلك. بسبب نقص الشفافية، لا يعرف حتى بعض كبار مسؤولي الصحة مدى سرعة انتشار الوباء. طبقًا للعاملين الصحيين الذين كشفوا عن معلومات لرويترز، فإن الحكومة تعطي الأولوية للقطاعات المتحالفة مع الحزب الاشتراكي المتحد في فنزويلا.
كانت إدارة مادورو تبلغ في المتوسط عن أقل من اثنتي عشرة حالة يوميًا حتى الأسابيع الأخيرة من مايو. وهو عدد قليل جدًا مقارنة بالدول الأخرى في أمريكا الجنوبية. نشرت هيومن رايتس ووتش وجامعة جونز هوبكنز أن المستشفيات الفنزويلية غير مهيأة بشكل كبير، وأن معظم المستشفيات تفتقر إلى المياه الجارية. أشارت المديرة الأمريكية في هيومن رايتس ووتش إلى أن إحصائيات مادورو سخيفة تمامًا، في بلد «حيث لا يملك الأطباء حتى الماء لغسل أيديهم». قالت كاثلين بيج من كلية الطب بجامعة جونز هوبكنز المشاركة في التقرير إن بعض المسؤولين الصحيين الذين قوبلوا قالوا أنه حتى عندما تكتشف حالات مؤكدة من كوفيد-19، لا يُبلغ عنها في التقارير الوبائية.
يشكك العديد من الفنزويليين في الإحصائيات الحكومية بسبب تاريخ إدارة مادورو في إخفاء الأرقام.
شكك خوان غوايدو في صحة العدد الرسمي للحالات، مشيرًا إلى وجود تضارب في التقديرات المقدمة. في مقابلة مع صحيفة نيو هيرالد في 22 مارس، أعلن غوايدو أن عدد الحالات المؤكدة في فنزويلا يمكن أن يكون أكثر من مئتين، وفقًا لتقديرات المعارضة، على عكس 70 حالة اعترفت بها إدارة مادورو في الوقت الحالي. أفادت صحيفة نيو هيرالد أن مصادر داخلية أكدت بشكل غير رسمي هذا التقدير، أنه وفقًا للمصادر المذكورة، كانت هناك 181 حالة مؤكدة صباح 21 مارس وما مجموعه 298 ملحوظة.
دعت مفوضة الأمم المتحدة السامية لحقوق الإنسان ميشيل باشيليت، أثناء مناقشتها كوبا وكوريا الشمالية وفنزويلا وزيمبابوي، إلى تخفيف العقوبات لتمكين أنظمتها الطبية من مكافحة كوفيد-19. يجب على هذه الدول تقديم معلومات شفافة وقبول عروض المساعدة الإنسانية عند الحاجة، بحسب باشيليت. وقالت إن فنزويلا تعاني من العديد من أنواع الإمدادات والنقص التقني، الذي سبق العقوبات. ودعت الحكومة الفنزويلية إلى حماية العاملين الصحيين قائلة إنه لا يجب أن تعاقبهم السلطات أبدًا على تحديد أوجه القصور في الاستجابة للأزمة.

### التقديرات غير الحكومية
أُبلغ عن أربع حالات بشكل غير رسمي في إلهيليكويدي في 18 مارس 2020، ثلاث سيدات وضابط من اللواء الآلي للشرطة الوطنية.
أعلن شخص عرف نفسه على أنه عضو في تومبامارو كولكتيفو في 23 دي إنيرو أبرشية كاراكاس لمجتمعه باستخدام مكبر صوت أكد وجود حالة في 19 مارس 2020، وتحديداً في الحي 39، وطلب من جيرانه البقاء في المنزل.
أفادت صحيفة إل ناسيونال الفنزويلية عن 65 حالة حتى 20 مارس، طبقًا لمصادر غير معلنة من وزارة الصحة. في ذلك اليوم لم تبلغ الوزارة عن أي أرقام رسمية، حُدث الرقم رسميًا في اليوم التالي من 42 إلى 70. وبالمثل، قبل التقرير الرسمي في 23 مارس، أبلغت ناسيونال عن 84 حالة بحسب مصدر لم يكشف عنه من وزارة الصحة.
حذرت أكاديمية العلوم الفيزيائية والرياضية والطبيعية (الإسبانية) أنه في 2 أبريل، كانت المنحنيات الوبائية لفنزويلا غير عادية، قائلة إنه كانت هناك زيادة خطية فقط للحالات المؤكدة المتراكمة، نمط غير نموذجي للمرحلة الأولية لتفشي كوفيد-19.
قال الطبيب ونائب المعارضة خوسيه مانويل أوليفاريس، إن إدارة مادورو أخفت ما لا يقل عن أربع حالات وفاة بكوفيد من بين 10 حالات أعلنتها حتى 27 مايو 2020. حصلت اثنتان من هذه الحالات الإضافية على اختبارات تفاعل البوليميراز المتسلسل (بي سي آر) إيجابية بعد وفاتهما، ولكنها لم تحتسب في التقارير الرسمية.

## إجراءات السلطات بشأن إعداد التقارير
في 13 مارس، تحدث الصحفي ميلكواديس أفيلا، وانتقد البنية التحتية الصحية في البلاد علنًا عبر فيسبوك قائلًا: هل سيكون المستشفى جاهزًا لفيروس كورونا؟ وسخر من ادعاء مادورو بأنه قد أُعد 46 مستشفى للتعامل مع كوفيد-19. وأرسل رئيس دلتا أماكورو ليزيتا هيرنانديز وعضو الحزب الاشتراكي المتحد لفنزويلا، جيش الولاية لاعتقال أفيلا. وعندما سألت رويترز عن السبب قال إن الأمر يتعلق بتوجيه أفيلا والتأكد من أنه جاد ومسؤول. اعتُقل نواب معارضون، توني خارا، في 14 مارس بعد أن أعلن أنه لا توجد مياه جارية في أحد المستشفيات المدرجة على النحو الذي أعدته الحكومة البوليفارية. اتهمت المحكمة خارا بحيازة متفجرات وأسلحة بشكل غير قانوني. ونفى خارا الاتهامات.
طبقًا لـ 12 عاملًا في المجال الطبي قابلتهم رويترز، فإن قوات الأمن تستخدم حواجز الطرق ونقاط التفتيش لتدمير الطاقم الطبي.
نشر خوليو مولينوس، زعيم نقابة طبية وفني متقاعد، مقطع فيديو يطلب من الحكومة أن تكون شفافة بشأن ظروف المستشفى في 15 مارس. ألقت قوة العمل الخاصة (إف أيه إي إس) القبض على مولينوس، الذي حُكم عليه بالإقامة الجبرية بتهمة التآمر والتحريض على الكراهية.
أصدرت الجمعية الوطنية صفحة ويب لتقديم معلومات وتوصيات صحية حول كوفيد-19 ولكن قُيد الوصول إلى الموقع من قبل تلفزيون سي أيه إن، مزود الإنترنت في الولاية. شجب غوايدو الرقابة.

### اعتقال دارفينسون روخاس
في ليلة 21 مارس 2020، ألقي القبض على الصحفي دارفينسون روخاس في منزله في كاراكاس من قبل مسؤولي الشرطة الوطنية البوليفارية (بّي إن بي) ونحو 15 مسلحًا من قوة الإجراءات الخاصة (إف أيه إي إس). طبقًا للاتحاد الوطني للعاملين في الصحافة (إس إن تي بّي)، فإن الاعتقال كان مرتبطًا بتغطية روخاس بمنشوراته الأخيرة حول وضع كوفيد-19 في فنزويلا.
دعت لجنة حماية الصحفيين إلى الإفراج الفوري عن روخاس. صرحت ناتالي ساوثويك، منسقة لجنة حماية الصحفيين، أن احتجاز الصحفي بعنف واستجوابه بشأن مصادره بشأن قضية صحية عامة حيوية مثل تفشي كوفيد-19 له تأثير مروع لا يمكن إنكاره ويثني صحفيين آخرين عن الإبلاغ عن الوباء. طالبت منظمة العفو الدولية بالإفراج الفوري وغير المشروط عن روخاس.
استنكرت إس إن تي بّي في 24 مارس، أنه كان قد قُدم دارفينسون في المحكمتين بشكل غير قانوني وسري.
بعد 12 يومًا من السجن، اثطلق سراح دارفينسون روخاس في 3 أبريل 2020 بموجب إجراءات احترازية.

### رد الفعل العنيف على التقرير العلمي
نشرت أكاديمية فنزويلا للعلوم الفيزيائية والرياضية والطبيعية تقديرًا للحالات المستقبلية في فنزويلا في مايو 2020. وتوقع التقرير وصول عدد المصابين في فنزويلا إلى 4000 حالة في وقت ما في يونيو. (امتلكت بوليفيا الأقل كثافة بالسكان بالفعل أكثر من 5000 حالة في مايو). ويذكر التقرير أيضًا أن عدد الوفيات المبلغ عنها حتى الآن لا تتوافق مع الوباء. دعت الأكاديمية إلى زيادة عدد اختبارات بي سي آر وأثارت مخاوف بشأن صعوبة تسوية المنحنى في ظل الظروف الحالية.
وانتقد ديوسدادو كابيلو، نائب رئيس الحزب الاشتراكي الفنزويلي المتحد ورئيس الجمعية الوطنية التأسيسية الموالية للحكومة، الأكاديمية لإثارة الرعب بين السكان، ونزع مصداقية تقرير الأكاديمية وطالب قوات الأمن بالتحقيق مع باحثيها. ردت الأكاديمية بالقول: إن ذلك يقلقنا بصفتنا علماء، أننا نتعرض لمضايقات وتمييزنا لتقرير تقني يهدف إلى تحسين إدارة الوباء. دافعت الجمعية الوطنية عن الأكاديمية وأجابت: تقديم الحقائق العلمية بطريقة غير منحازة لرفاهية شعبنا الذي يعاني من أسوأ أزمة في تاريخنا هو عمل بطولي يستحق الاعتراف به من قبل جميع الفنزويليين.